# Ironus helveticus
Ironus helveticus är en rundmaskart som beskrevs av Daday 1911. Ironus helveticus ingår i släktet Ironus och familjen Ironidae. Inga underarter finns listade i Catalogue of Life.